# Abbildungen und Beschreibung bluhender Cacteen
Abbildungen und Beschreibung blühender Cacteen (abreviado Abbild. Beschr. Cact.) es un libro con ilustraciones y descripciones botánicas que fue escrito por el médico, botánico, briólogo y malacólogo alemán Ludwig Karl Georg Pfeiffer. Fue publicado en 2 volúmenes en los años [1838-] 1843-1850.

## Publicación
- Volumen nº 1, part 1, Oct 1838; part 2, Aug 1839; part 3, Sep 1839; part 4, Sep 1840; part 5, Mar 1842; part 6, Jul 1843.
- Volumen nº 2, part 1, Jan-Feb 1845; part 2, Oct 1846; part 3, Nov 1846; part 4, Oct 1847; part 5, Feb-Mar 1848; part 6, Jan-Feb 1850